# فم زكيد
فم زڭيد هي مدينة في إقليم طاطا بجهة سوس ماسة في الجنوب الشرقي للمغرب، وهي تضم 986 8 نسمة في 674 1 أسرة، حسب الإحصاء العام للسكان سنة 2014.

## تاريخ
عرفت منطقة فم زڭيد إستقراراً بشرياً منذ القدم، فأطلال قصورها القديمة ومواقعها الأثرية المنتشرة في أماكن عديدة من المنطقة تؤكد بوضوح أقدمية الإستقرار البشري بها. فعلى بعد 5 كلم شمال فم زڭيد تقع قرية أمزرو، وهي مثال لهذه المواقع الأثرية التي عمرها الإنسان ما قبل التاريخ، وبجوار قرية أمزرو يتواجد جبل الضلعة التي تم العثور به على العديد من النقوش الحجرية لحيونات مختلفة التي تُبين أن المنطقة كانت خضراء ذات أودية دائمة الجريان توفر لهذه الحيوانات ما تحتاجه من ماء وعشب. كما تتوفر المنطقة على العديد من المواقع الأثرية الأخرى كإسنكارن.
إستوطن فم زڭيد خليط من الأمازيغ القادمين من المناطق المُجاورة والعرب النازحين من المشرق والصحراء، فتكونت بها عدة قرى ودواوير. لكن قلة الموارد وتزايد السكان تسبب في نشوب صراعات، مما دفع بالسكان لإنشاء مساكنهم في قصبات على شكل قصور دائرية الشكل والعيش بها لحمايتهم وحماية ممتلكاتهم، وتعتبر قصبة أم حنش بمثابة النواة الأولى لمدينة فم زڭيد، وقد شيدت في أوائل القرن الثالث عشر، وسط واحة وفيرة النخيل، وتتكون هذه القصبة من مجموعة من المنازل متلاصقة فيما بينها ومحاطة بسور تتخلله عدة أبواب.

## التسمية
فم زڭيد هو اسم مركب دلالته الأولى واضحة لارتباط اسم الفم بالفج الجبلي لباني. أما الاسم الثاني ''زڭيد'' دلاليا لا توجد في العربية ما يرمز لتعريف يمكن الارتكان إليه، في حين تُسعف الأمازيغية كثيرا بحيث يصبح اسم زكيط أو زكيت عند البعض يعني الفتلة من خيط الصوف الملون التي تنسج منها الزربية والجمع ازكيتن ويفترض أن الاسم عمم على مجال الزربية ككل حتى أصبحنا أمام جزء من ايت واو زكيت اذن نحن أمام بلاد الزربية أو بلاد أهل الزربية المشهورة حاليا باسم أهلها الزربية الواوزكيتية.

## السكان
تتوزع ساكنة فم زڭيد بشكل متفاوت داخل المنطقة، فهي متواجدة بشكل ملحوظ داخل القصور وبجانب الأودية، وتتواجد الساكنة بشكل قليل في الجبال.

## المناخ
يسود المنطقة مناخ قاري يتميز بارتفاع درجات الحرارة في الصيف.

## المآثر التاريخية

### قصبة أم حنش
قصبة أم حنش هي نموذج للقصبات بفم زكيد تضم عدة منازل متراصة فيما بينها، محاطة بسور تتخلله أبواب بناها سكان المنطقة لتأمين حياتهم وحماية ممتلكاتهم. لقد تعددت الروايات واختلفت الأساطير حول تسمية أم حنش إلا أن أكثرها تداولا تلك التي تحكي أن شخصا يدعى ''بن ناصر'' جاء مع عشيرته ليستقر بالمنطقة، وكان لهذا الولي بركات وكرمات كقدرته على التحدث مع الحيوانات ومن بينها الأفاعي، ففور مجيئه وجد المنطقة مملوءة بالأفاعي ودعا الله أن يخلي المنطقة منها، فاستجاب له الله. فغادر جميع الأفاعي القصبة إلا واحدة ولما سألها عن عدم رحيلها أجابته بأنها وضعت بيضها وبأنها أعمى لا تستطيع الخروج، ولذلك تعاهد معها كي لا تؤدي أحد إلا من اعتدى عليها وعلى أبناءها وبذلك عاشوا جنبا إلى جنب في أمن وسلام.
إن ما ورد من الروايات الشفوية يحتمل الصحة والخطأ. فيمكن أن يكون هذا الولي قد اخترع هذه الأسطورة لنيل احترام الساكنة، أو هي مجرد إشاعات خلقت لتخويف الأعداء، كما يمكن أن تكون قد ابتكرتها الساكنة للحفاظ على منشآتهم، حتى لا تخربها الأيدي البشرية. هذه الفرضية هي الأقرب للصواب، علما بوجود عنصرين يحميان التراث وهما: عالم الروحانيات، والحيوانات، وهذه الأسطورة تمزج بينهما، وبانكشاف أمرها أصبحت أيدي التخريب تترك آثرها على القصبة.
وقد صُممت قصبة أم حنش وفق تخطيط هندسي محكم. يشمل عددا من العناصر والمرافق تتوزع داخلها بشكل دقيق، فهناك البنايات المخصصة للسكن وتلك الخاصة بالمؤسسات الدينية وأيضا تلك المخصصة للأمن ولمخازن السكان. ويحيط بالقصبة سور طويل، تكمن الوظيفة الأساسية له في الاحتماء من المتربصين ومن الأخطار الطبيعية (كالرياح القوية والحيوانات المفترسة). يتخلل سور القصبة أربعة أبواب، ينفتح كل منها على عظم، لتفادي الازدحام. تتخذ هذه الأبواب أسماء العائلات التي تنفتح عليها وهي كالتالي: الباب نَايْتْ عْلِي من جهة الغرب، والباب نِمُوزَازْ من جهة الجنوب، والباب نِمْزِيلَنْ جهة الجنوب الشرقي. وأخيرا الباب نَايْتْ عْمَرْ جهة الشرق وهو الباب الرئيسي للقصبة. تغلق الأبواب الثلاثة بعد صلاة المغرب، ويبقى هذا الباب مفتوحا تتم حراسته ليلا من طرف أربعة أشخاص كل واحد منهم ينتمي لعظم، يختارهم ''أمغار'' أي شيخ القبيلة لمراقبة البضائع التي يحملها الوافدين إلى القصبة والخارجين منها. هذا الباب يحمل اسم عائلة شيخ القبيلة ''عبد الله نَايْتْ امْحَنْدْ الصْغِيرْ نَايْتْ عْمَرْ'' ولذلك فهو يبقى مفتوحا لحماية شيخ القصبة وعائلته، وحماية ممتلكاتهم، كما أن هذا الباب ينفتح على مسجد القصبة ولذلك يبقى مفتوحا حتى لا تضيع على الموجود خارج القصبة فريضة الصلاة. إلى جانب الوظائف الأمنية، قامة هذه الأبواب بتنظيم حركة الدخول والخروج. يوجد على كل باب برج، تكمن وظيفته في الدفاع على أرواح المستقرين والحفاظ على ممتلكاتهم، يكون دائما خارج عن السور ب 5 أو 6 أمتار، تتخلله ثقاب منحرفة يكمن دورها في رؤية العدو دون أن يلمح من بالداخل، يختلف حجم هذه الثقوب باختلاف وظائفها.
لم يبالغ سكان القصبة في تشييد منازلهم وتوسيعها وزخرفتها فالمهم عندهم أن تقي الإنسان حرَّ الشمس وقرَّ البرد، ولذلك نجدهم يستعملون في بنيانهم طريقة ''اللوح'' أي التابوت مستعملين في بنائهم الطين الممزوج بالتبن والحصى الصغيرة لتصبح أكثر سمكا وصلابة، فاختيارهم للطين لم يأتي فجائيا بل جاء محترما لمناخ المنطقة التي تعرف مناخا حار في الصيف وبارد في الشتاء، لذلك استغل السكان الطين لبرودته صيفا ودفئه شتاءا. واستعملوا الجريد للتسقيف رافعين سقفه بجذوع النخل، ويرجع اختيارهم لهذا النوع؛ إلى كون النخل أهم الأشجار التي ارتبط بها الإنسان ورعاها وشكلت مورد رزقه.
ومن مباني القصبة نجد منزل أمغار ''عبد الله نَايْتْ امْحَنْدْ الصْغِيرْ نَايْتْ عْمَرْ''، الذي مثل أعلى سلطة في القصبة، ثم تعينه بعد اتفاق العظام الأربعة عليه، يتطلب فيه أن يكون ذوا تجربة في الحياة. يقوم هذا الأخير بمجموعة من الوظائف: كالتدخل لحل نزاع العظام، وتقسيم مياه السقي والأراضي بينها. بنى ''عبد الله نَايْتْ امْحَنْدْ الصْغِيرْ نَايْتْ عْمَرْ'' منزله المسمى ''تَدْوَرِيتْ نَايْتْ الْخْلِيلْ'' في أوائل القرن العشرين لتكون مقرا لقيادته وفضاء لاستقبال ضيوفه، شَيَّدَها بقلب القصبة، لتقرب من رعاياه وتسهيل وفودهم إليه وخدمتهم. لكن لم يعد يقوم هذا الأخير ''أمغار'' بهذه المهام؛ بفعل المؤسسات التي أحدثتها الدولة كتأسيسهم لشبكة الشيوخ والمقدمين الذين يسمون أيضا ''إمغارن'' بحيث أصبحت هذه الشبكة أنجع وساطة بين الإدارة الحديثة وسكان المجتمع القروي. وبالتالي تحول هذا الأخير من ممثل للقبيلة إلى عون للدولة.
على الضفة اليسرى للباب الرئيسي للقصبة، يقع مسجد أم حنش بعيدا عن منازل السكان، لتسهيل أداء الأجانب لفريضة الصلاة دون إخلاء بالحجاب. يتكون هذا المسجد من قاعة طولها 11متر، وعرضها 8أمتار، مشكلة من 5 نزبات موازية لحائط القبلة، شبابيكه وزخارفه تجسيد للهندسة المعمارية الإسلامية المتبعة في بناء المساجد، به محراب ومنبر وجانب مخصص للنساء، وقاعة الوضوء. ومازال هذا المسجد يؤدي أدواره.
شهدت قصبة أم حنش في الآونة الأخيرة فراغا بشريا كبيرا. بفعل التحولات التي لحقت بنية المجتمع الواحي من قبيل: الانتقال من السكن الجماعي إلى السكن العصري، حيث أصبحت الأسر تطمح إلى بناء مسكن خاص منعزل وواسع يمكنها من ممارسة حريتها وإبراز مكانتها الاجتماعية والمادية، وذلك بسبب عامل الهجرة، الذي ترتبت عنه هذه التحولات. إلى جانب هذا نجد تراجع أدوار المؤسسات التقليدية كجماعة والقبيلة، وذلك نتيجة لعدة أسباب كتزايد النمو الديموغرافي. وعلى الرغم من ذلك نجد فئة قليلة من الساكنة لازالت تقطن بها، بفعل عدم امتلاكها لمذخول يمكنها من ترك هذا المجال والانضمام للمجال العمراني الحديث، وكذلك بدافع تشبثها بموطن أجدادها الأصلي، لكن تشبثهم هذا لم يساير نمط سكن أسلافهم بل وضعوا عليه بصمتهم، وأدخلوا عليه مواد بناء حديثة.

## الأحياء والدواوير
- وايفتوت
- المحاميد
- السميرة
- واغروط
- المخروغ
- اولاد جامع
- اولاد حمو
- لغوانم
- لمحروغ
- بوغير
- تامزاوروت
- تابية
- بودلال
- اولاد بوقدير